# Sprossende Felsennelke
Die Sprossende Felsennelke (Petrorhagia prolifera), auch Kopfnelke oder Sprossendes Nelkenköpfchen genannt, ist eine Pflanzenart aus der Gattung der Felsennelken (Petrorhagia) innerhalb der Familie der Nelkengewächse (Caryophyllaceae).

## Beschreibung

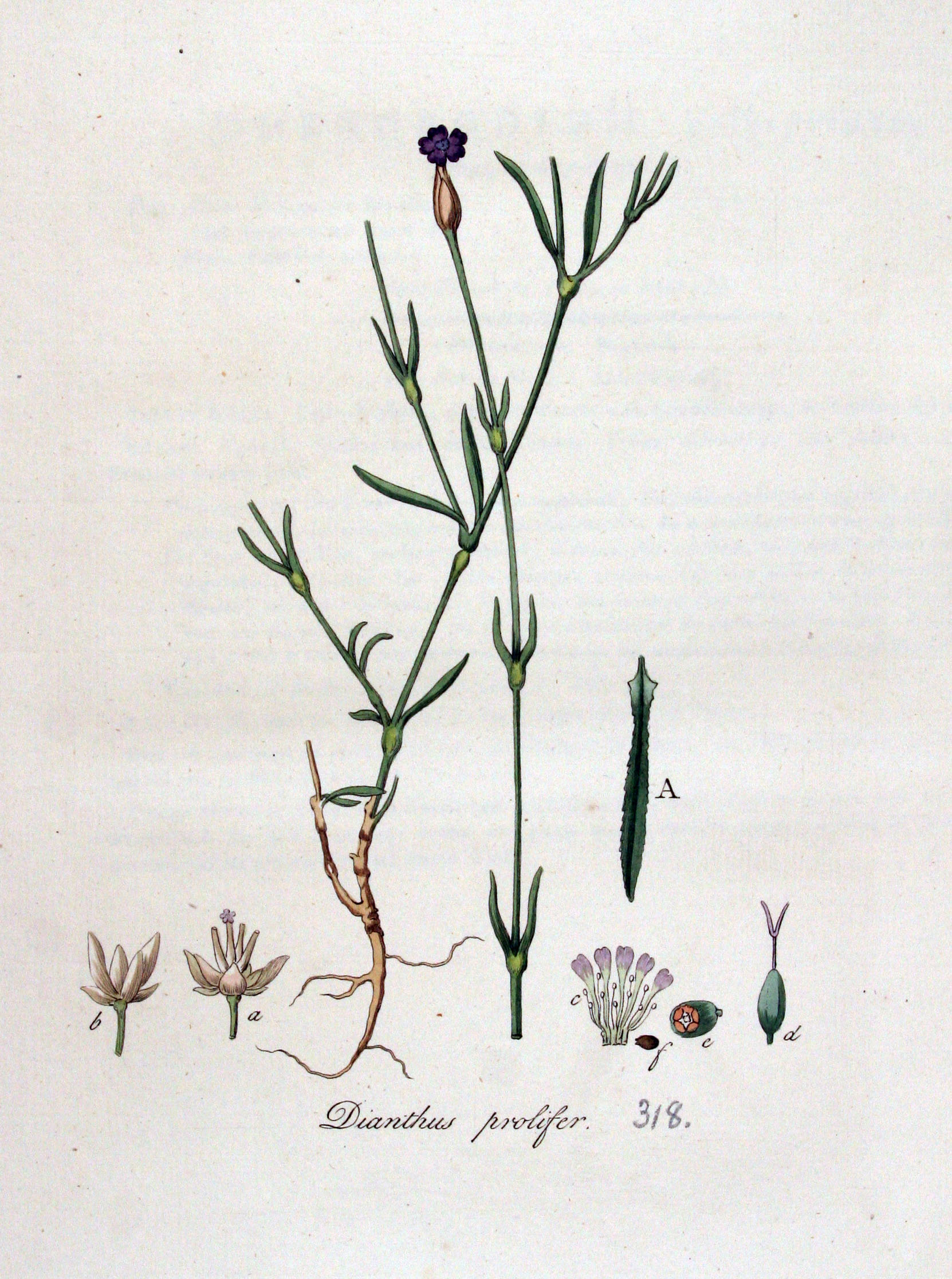
Illustration aus Flora Batava, Volume 4

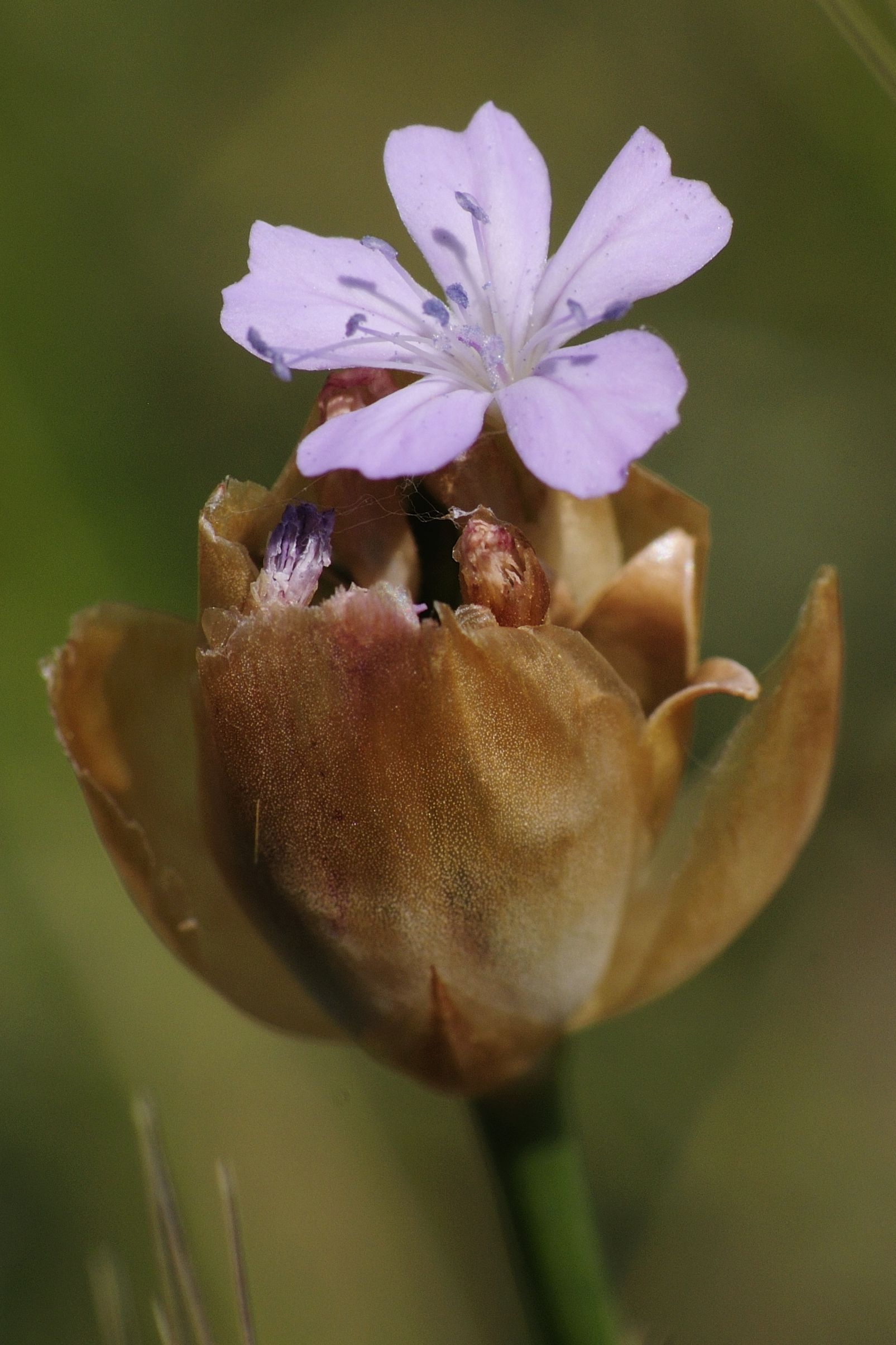
Blütenstand und Detail der Blüte

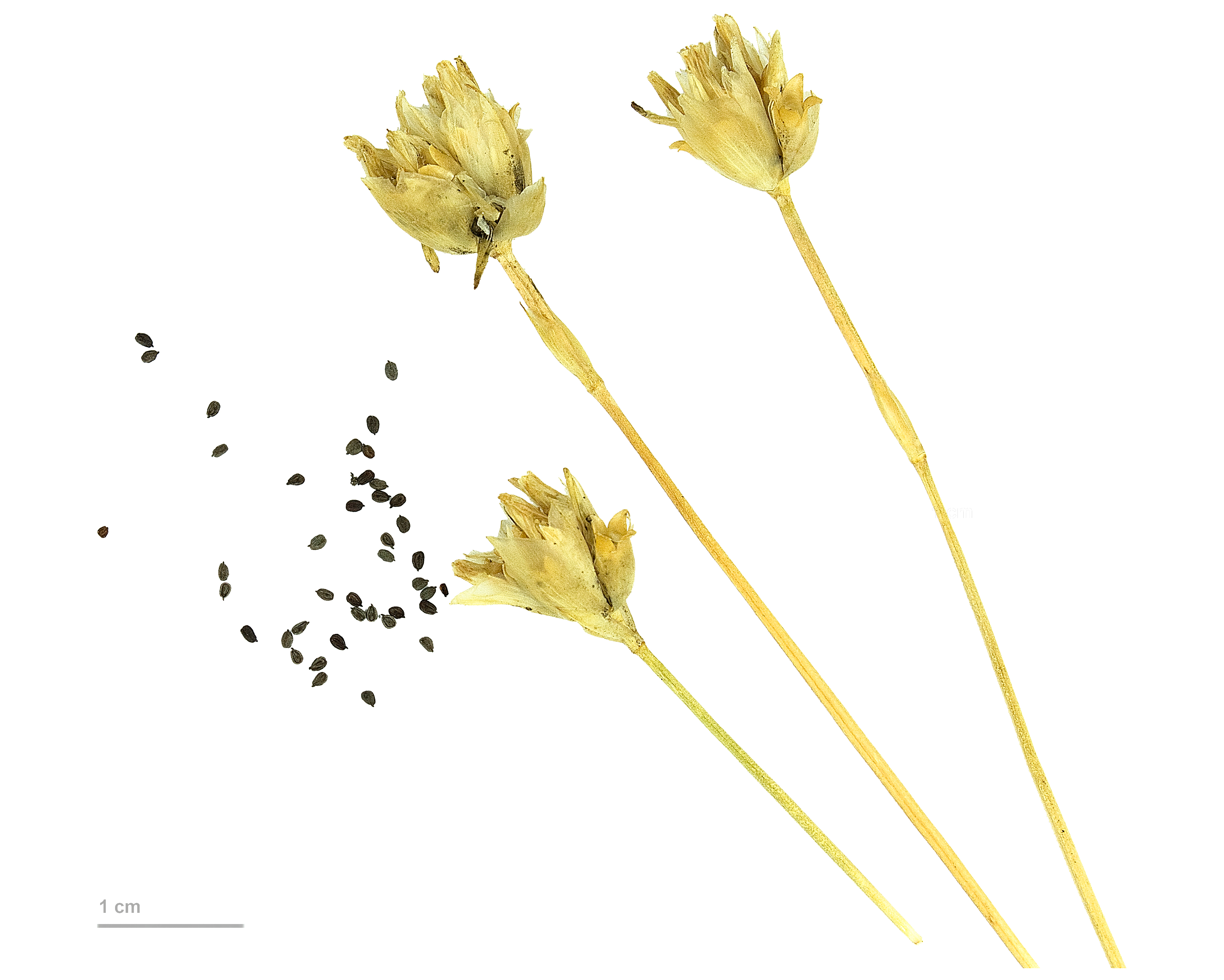
Früchte und Samen

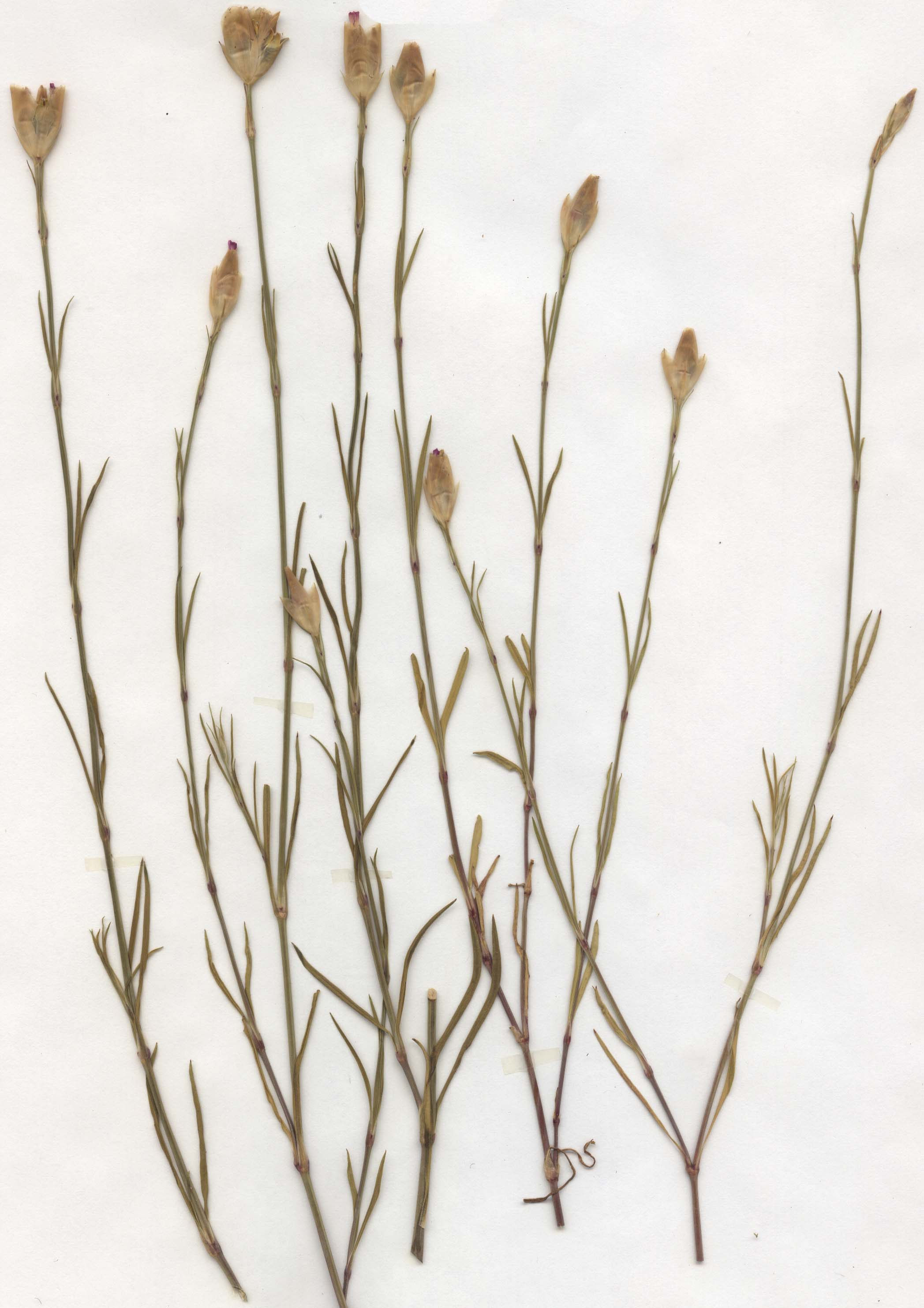
Herbarbeleg aus dem Jahr 1980

### Vegetative Merkmale
Die Sprossende Felsennelke wächst als einjährige krautige Pflanze und erreicht Wuchshöhen von 15 bis 50 Zentimetern. Der Stängel ist aufrecht und gänzlich kahl. Sie sind unverzweigt oder mit wenigen basalen Seitensprossen.
Die Laubblätter sind gegenständig am Stängel angeordnet. Die einfachen Blattspreiten sind linealisch und am Grunde verwachsen. Die Blätter sind bis 4 Zentimeter lang und bissi 2 Millimeter breit und am Rand rau. Die oberen Blätter sind fast schuppenförmig.

### Generative Merkmale
Die Blütezeit reicht von Juni bis Oktober. Ein bis wenige Blüten sitzen in einem endständigen köpfchenförmigen Blütenstand zusammen, der von einer gemeinsamen Hochblatthülle umgeben ist. Der Blütenstand ist ein kopfig zusammengezogenes Dichasium. 
Meist handelt es sich bei der Hülle um drei Paar durchscheinend-trockenhäutige, elliptische Hüllschuppen, von denen die zwei äußeren um die Hälfte kürzer und stachelspitzig sind; die inneren sind sehr stumpf und mehr oder weniger länger als der Kelch. Die zwittrige Blüte ist radiärsymmetrisch. Der Kelch ist röhrenförmig und 10 bis 13 Millimeter lang. Er ist an der Spitze trockenhäutig und unregelmäßig fünflappig. Die Krone ist rosenrot oder rötlich-lila. Die Kronblätter sind 10 bis 14 Millimeter lang. Ihre Platte ist schwach ausgerandet und horizontal abstehend. Der Nagel der Kronblätter hat Flügelleisten. Die 10 Staubblätter sind etwas länger als der Kelch. Jede Blüte hat 2 Griffel. Die Fruchtkapsel ist eiförmig. Die Samen sind flach.
Die Chromosomenzahl beträgt 2n = 30.

## Ökologie
Die Blüten öffnen sich vormittags, sie sind homogam und es erfolgt meist Selbstbestäubung. Insektenbesuch ist selten. Samenansatz ist aber reichlich vorhanden. Zuweilen entstehen Blüten mit verkümmerten Staubblättern.
Pflanzenexemplare, die im Frühjahr keimen, bleiben unverzweigt. Im Herbst keimende Exemplare bilden eine Rosette und können im Frühjahr zu verzweigten Pflanzen auswachsen – daher die Bezeichnung „Sprossende Felsennelke“ bzw. prolifera im wissenschaftlichen Namen.

## Vorkommen und Gefährdung
Petrorhagia prolifera kommt von Südschweden bis nach Mitteleuropa und dem nördlichen Südeuropa vor. Sie dringt östlich bis Kleinasien, zum Iran und dem Kaukasusraum vor. Auch in Nordafrika hat sie Vorkommen in Marokko, Algerien und Tunesien. In Nordamerika, Chile, Argentinien, Südafrika und Japan ist sie ein Neophyt. In Europa hat sie ursprüngliche Vorkommen in den Ländern Spanien, Frankreich, Deutschland, Belgien, den Niederlanden, Dänemark, Schweden, Polen, Italien, Schweiz, Österreich, Tschechien, Slowakei, Ungarn, Slowenien, Kroatien, Serbien, Montenegro, Albanien, Nordmazedonien, Griechenland, Bulgarien, Rumänien, Türkei und auf der Krim.
Sie ist ursprünglich ein submediterran-subatlantisches Florenelement. In Österreich kommt die Sprossende Felsennelke selten vor und ist stark gefährdet; teilweise ist sie vom Aussterben bedroht. In der Schweiz kommt sie allgemein sehr zerstreut vor.
Die Sprossende Felsennelke kommt zerstreut und selten im nordöstlichen und mittleren Teil Deutschlands vor und ist etwas häufiger im südlichen Gebiet; sie fehlt unter anderem im Nordwesten, den Alpen und dem Alpenvorland.
Petrorhagia prolifera sollte wegen ihrer teilweisen Gefährdung und Seltenheit nicht von Naturstandorten entnommen werden.

### Standortansprüche
Die Sprossende Felsennelke wächst in lückigen Sand- und Magerrasen, auf Dünen und Felsköpfen, an Lößböschungen oder Steindämmen. Sie bevorzugt warme, trockene, mehr oder weniger offene, basenreiche, meist kalkarme, neutral-milde humose Sand-, Steingrus- oder sandige Lößlehm-Böden.
Petrorhagia prolifera ist in Mitteleuropa eine Charakterart der Klasse lockerer Sand- und Felsrasen (Sedo-Sclerenthetea). Im Mittelmeergebiet gedeiht sie in Pflanzengesellschaften der Klasse Thero-Brachypodietea.
Nach Ellenberg handelt es sich um eine Lichtpflanze und um einen Wärmezeiger.
Die ökologischen Zeigerwerte nach Landolt et al. 2010 sind in der Schweiz: Feuchtezahl F = 1+ (trocken), Lichtzahl L = 4 (hell), Reaktionszahl R = 4 (neutral bis basisch), Temperaturzahl T = 4+ (warm-kollin), Nährstoffzahl N = 2 (nährstoffarm), Kontinentalitätszahl K = 2 (subozeanisch).

## Taxonomie
Die Erstveröffentlichung erfolgte unter dem Namen (Basionym) Dianthus prolifer durch Carl von Linné in Species Plantarum, Tomus I, S. 410. Die Neukombination zu Petrorhagia prolifera (L.) P.W.Ball & Heywood wurde 1964 durch Peter William Ball und Vernon Hilton Heywood in Bulletin of the British Museum (Natural History). Botany, Band 3, S. 161 veröffentlicht. Synonyme sind Tunica prolifera (L.) Scop. und Kohlrauschia prolifera (L.) Kunth.